# Gerhard Luchterhandt
Gerhard Luchterhandt (* 1964 in Detmold) ist ein deutscher Musiktheoretiker, Kirchenmusiker und Organist. Er ist Professor für Musiktheorie und Orgelimprovisation an der Hochschule für Kirchenmusik Heidelberg sowie seit 2006 deren stellvertretender Rektor. Darüber hinaus ist er seit 2016 Professor für Musiktheorie an der Hochschule für Musik Basel.

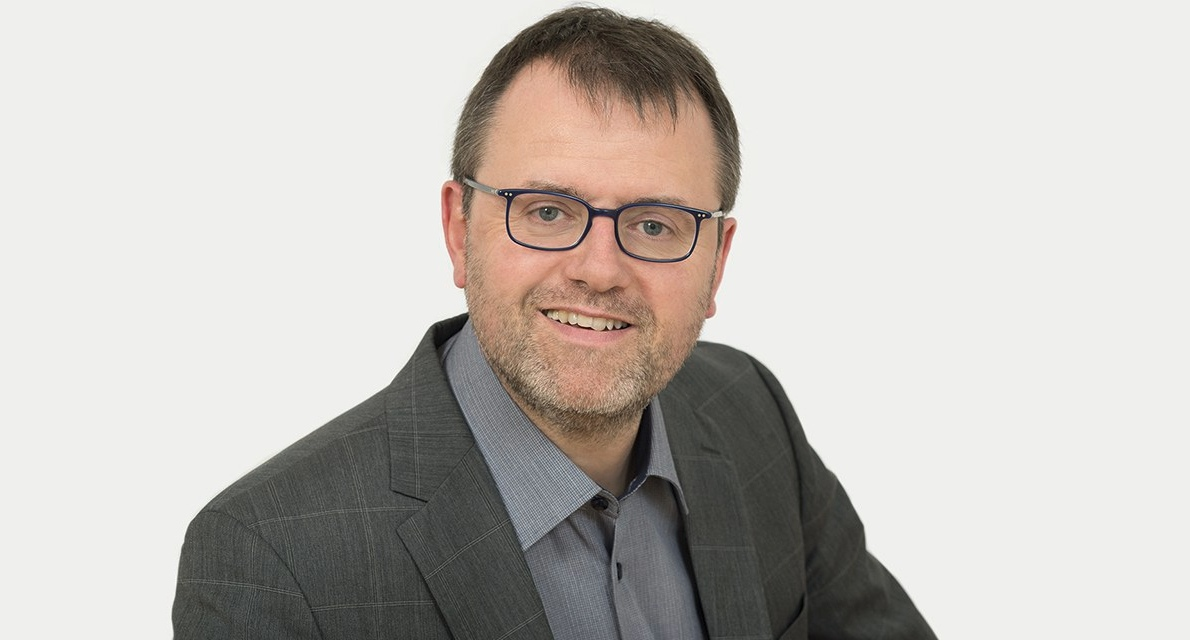
Gerhard Luchterhandt (2020)

## Leben und Wirken
Gerhard Luchterhandt ist der Bruder von Manfred Luchterhandt und Agnes Luchterhandt. Er studierte nach dem Abitur am Stadtgymnasium Mathematik, Geschichte und Musik in Marburg und Hannover unter anderem bei Ulrich Bremsteller (Orgel), Heinz Henning (Dirigieren), Diether de la Motte und Alfred Koerppen (Komposition/Musiktheorie). Er beendete seine Ausbildung mit dem Staatsexamen für das Lehramt an Gymnasien, dem A-Examen, dem Diplom in Musiktheorie/Tonsatz sowie dem Konzertexamen im Fach Orgel. Er promovierte bei Rudolf Frisius über Arnold Schönbergs Tonalitätsbegriff.
1993 wurde er 1. Preisträger beim Kasseler Orgelwettbewerb im Rahmen der Tage der Neuen Musik.
Von 1993 bis 1997 war Gerhard Luchterhandt Kantor an der St.-Katharinen-Kirche in Osnabrück und künstlerischer Leiter des Osnabrücker Bach-Chores. 1997 wechselte er als Nachfolger von Almut Rößler als Kantor an die Düsseldorfer Johanneskirche, wo in zahlreichen Konzerten neben dem Werk Bachs vor allem der Bereich der Neuen Musik und der Orgelimprovisation einen Schwerpunkt seiner Arbeit bildete. 1998 veranstaltete er die „Düsseldorfer Messiaentage“ und führte 1998 bis 2000 das gesamte Bachsche Orgelwerk in der Johanneskirche auf.
Nach einer Lehrtätigkeit für Orgel und Harmonielehre an der Hochschule für Musik und Theater Hannover von 1990 bis 1997 wurde er 1999 an die Hochschule für Kirchenmusik Heidelberg berufen, wo er seit 2000 als Professor für Tonsatz, Musiktheorie und Orgelimprovisation lehrt. Seit 2003 unterrichtet er zusätzlich die Fächer Orgel und Musiktheorie an der Musikhochschule Mannheim. Zudem wirkt er als Kirchenmusiker an der Heidelberger Christuskirche, an der er die historische Walcker-Orgel von 1903 betreut. Für die Mitarbeit bei deren Restaurierung wurde er 2012 mit dem Badischen Kirchenmusikpreis ausgezeichnet.
Darüber hinaus hat er seit 2016 eine Professur für Musiktheorie an der Hochschule für Musik Basel inne.
Neben der klassischen Orgelimprovisation tritt Gerhard Luchterhandt auch als Jazzorganist und Leiter des von ihm gegründeten Jazz-Vokalensembles Chili con Choir auf. Dabei spielt er auf einer originalen Hammond-B3-Orgel.

## Veröffentlichungen (Auswahl)
- Viele ungenutzte Möglichkeiten: Die Ambivalenz der Tonalität in Werk und Lehre Arnold Schönbergs. Schott, Mainz 2009.[7]

## Tondokumente (Auswahl)
- Gregorian Rhapsody – Beckerath Orgel. Documents 2003.
- Mit Wind gemalt – Ein Portrait der Walcker-Orgel der Christuskirche Heidelberg. Christophorus 2013.